# BMW R 36
Das Motorrad BMW R 36 war ein von 1937 bis 1939 von BMW verfolgtes Motorradprojekt mit Einzylindermotor und Kardanantrieb, das als Nachfolger der BMW R 35 geplant war.

## Geschichte
Rudolf Schleicher, der Chef des Konstruktionsbüros „Krafträder“ bei BMW, ließ sich am 15. Juli 1937 einen Zylinderkopf für den Motorradbau patentieren, der auf den Erfahrungen mit den BMW-Flugmotoren „Hornet“ und dessen Weiterentwicklung „BMW 132“ basierte.
Am 23. Januar 1939 präsentierte er ein seriennahes Motorrad, das als Nachfolgemodell der BMW R 35 geplant war. Mitte 1939 wurde das Projekt „Baumuster 236“ jedoch eingestellt.
Ein Prototyp wurde 1944 bei einem Luftangriff im Werk Milbertshofen zerstört.

## Technik

### Motor
Im patentierten Zylinderkopf war die Zündkerze in Fahrtrichtung auf der Vorderseite angeordnet, der Ansaugkanal mit Luftfilter und Vergaser und das Auspuffrohr waren parallel auf der Rückseite angeordnet. Diese Bauweise war aus dem Flugmotorenbau bekannt und wurde von Rudolf Schleicher zum ersten Mal im Motorradbau angewandt.
Der Kickstarter war wie bei der BMW R 35 rechtwinklig zur Fahrzeuglängsachse angeordnet – allerdings auf der linken Seite, um den Anbau von Beiwagen auf der rechten Seite verbessern zu können. Der erhöhte Bauaufwand durch die Kegelradumlenkung ermöglichte das Antreten ohne abzusteigen.

### Fahrwerk
Das Fahrwerk bestand aus einem verschraubten Rohrrahmen, wie er in ähnlicher Form bereits seit 1937 in der BMW R 20 verwendet wurde – die Rohrrahmen der Modelle ab 500 cm³ waren geschweißt. Die Hinterradfederung sollte bei der R 36 erstmals bei einem Einzylinder-Motorrad von BMW zum Einsatz kommen, wurde im Serienbau aber erst in der BMW R 25 ab Mai 1950 eingeführt. Das Vorderrad erhielt eine Führung mit Teleskopgabel. Die Vorder- und Hinterradbremse waren dem damaligen Stand der Technik entsprechend als Halbnabenbremsen ausgeführt.

## Technische Daten
| Kenngröße  | Daten der R 36 (236) |
| ---------- | -------------------- |
| Hubraum    | 350 cm³              |
| Leistung   | 14 PS (10 kW)        |
| Tankinhalt | 13,5 l               |